# Kwas gentyzynowy
Kwas gentyzynowy – organiczny związek chemiczny z grupy kwasów fenolowych, dihydroksypochodna kwasu benzoesowego. Występuje w goryczce oraz w moczu psów po spożyciu salicylanów. Jest także metabolitem Penicillium patulum i Polyporus tumulosus.

## Otrzymywanie
Może być otrzymywany z hydrochinonu, z kwasu 5-bromo-2-hydroksybenzoesowego oraz poprzez utlenianie kwasu salicylowego nadsiarczanem potasu i w reakcji Kolbego.